# Dunaszentmiklós
Dunaszentmiklós (deutsch Niklo) ist eine Gemeinde im Komitat Komárom-Esztergom in Ungarn. Sie verfügt über etwa 450 Einwohner.

## Siedlungsname
Dunaszentmiklós heißt wortwörtlich übersetzt Sanktnikolaus an der Donau. Im Mittelalter stand hier eine dem heiligen Nikolaus geweihte Kirche.

## Geschichte
Erstmals erwähnt wurde der Ort im Jahr 1382 als Zenth Myklos. Während eines türkischen Feldzugs wurde das Dorf 1529 vernichtet und blieb bis zum 18. Jahrhundert unbewohnt. Graf József Eszterházy siedelte hier in den 1730er Jahren Katholiken aus Westfalen an, die ein für Ungarndeutsche charakteristisches Straßendorf errichteten. Seine Spuren sind heutzutage noch erkennbar.
Die Gemeinde hat seit 1990 eine eigene Selbstverwaltung. Seit 1994 ist die deutsche Minderheitenverwaltung in Dunaszentmiklós tätig. 2003 wurde ein Feriendorf innerhalb der Siedlung für holländische Touristen aufgebaut. Zur Stützung des Fremdenverkehrs wird ein privater Swingolfplatz betrieben.

## Sehenswürdigkeiten
- Römisch-katholische Kirche Szent Miklós püspök, erbaut 1911 (Neogotik)

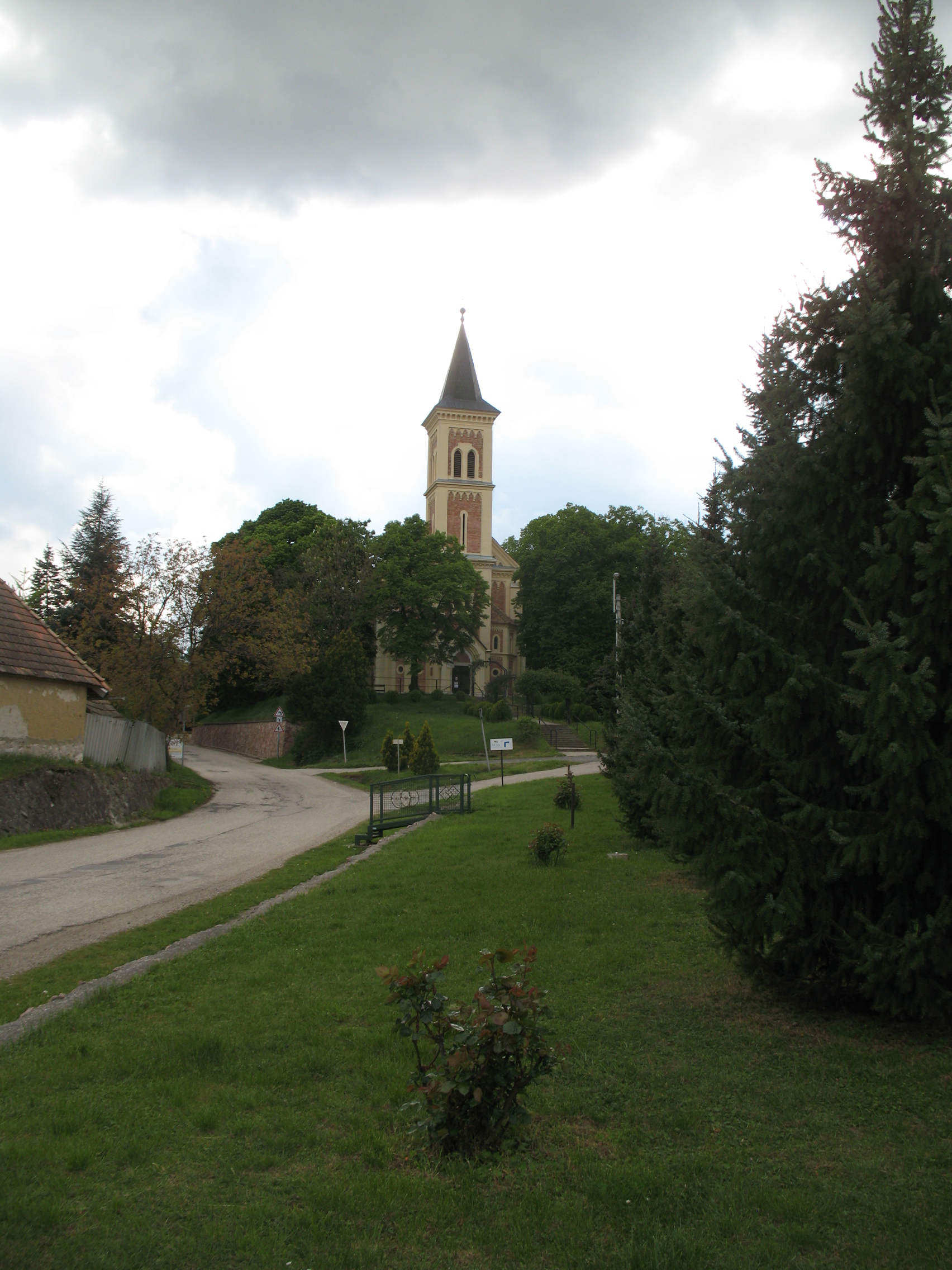
Römisch-katholische Kirche Szent Miklós püspök in Dunaszentmiklós

## Verkehr
Dunaszentmiklós liegt an der Landstraße Nr. 11136. 